# Шонгам (Нью-Йорк)
Шонгам (англ. Shawangunk) — місто (англ. town) в США, в окрузі Ольстер штату Нью-Йорк. Населення — 13 563 особи (2020).

## Демографія
Згідно з переписом 2010 року, у місті мешкали 14 332 особи в 3887 домогосподарствах у складі 2894 родин. Було 4333 помешкання
Расовий склад населення:
| - 86,7 % — білих - 8,1 % — чорних або афроамериканців - 1,6 % — азіатів - 0,2 % — корінних американців - 2,0 % — осіб інших рас |

До двох чи більше рас належало 1,4 %. Частка іспаномовних становила 9,1 % від усіх жителів.
За віковим діапазоном населення розподілялося таким чином: 18,8 % — особи молодші 18 років, 71,4 % — особи у віці 18—64 років, 9,8 % — особи у віці 65 років та старші. Медіана віку мешканця становила 38,7 року. На 100 осіб жіночої статі у місті припадало 131,2 чоловіків;  на 100 жінок у віці від 18 років та старших — 137,1 чоловіків також старших 18 років.
Середній дохід на одне домашнє господарство  становив 100 876 доларів США (медіана — 82 352), а середній дохід на одну сім'ю — 115 241 долар (медіана — 102 309). Медіана доходів становила 60 055 доларів для чоловіків та 54 824 долари для жінок. За межею бідності перебувало 21,5 % осіб, у тому числі 9,6 % дітей у віці до 18 років та 9,9 % осіб у віці 65 років та старших.
Цивільне працевлаштоване населення становило 5824 особи. Основні галузі зайнятості: освіта, охорона здоров'я та соціальна допомога — 25,7 %, роздрібна торгівля — 14,5 %, виробництво — 8,2 %, будівництво — 7,6 %.